# Aleksandrówka (Urszulin)
Aleksandrówka – część wsi Urszulin w Polsce, położona w województwie lubelskim, w powiecie włodawskim, w gminie Urszulin.
W latach 1975–1998 Aleksandrówka należała administracyjnie do województwa chełmskiego.